# E̊
E̊ (minuskule e̊) je speciální písmeno latinky. Nazývá se E s kroužkem. Vyskytuje se v abecedách čajenštiny, pikardštiny a valonštiny. V Unicode má velké písmeno kód U+0045 U+030A a malé U+0065 U+030A.

## Výslovnost
V čajenštině se vyslovuje jako polozavřená přední nezaokrouhlená samohláska (/e/), což je podobné vyslovování jako české E.
V pikardštině a ve valonštině se čte jako šva (/ə/)